# Dimitri Cavaré
Dimitri Cavaré (Pointe-à-Pitre, 1995. február 5. –) guadeloupe-i válogatott labdarúgó, a svájci Sion hátvédje.

## Pályafutása

### Klubcsapatokban
Cavaré a guadeloupe-i Pointe-à-Pitre városában született. Az ifjúsági pályafutását a Nénuphars, a Cactus Sainte-Anne és a Molien csapataiban kezdte, majd 2010-ben a francia Lens akadémiájánál folytatta.
2013-ban mutatkozott be a Lens másodosztályban szereplő felnőtt csapatában. 2015-ben a Rennes szerződtette. 2017 augusztusában az angol Championship-ben érdekelt Barnsley csapatához igazolt. Először a 2018. január 1-jei, Sunderland ellen 1–0-ra megnyert mérkőzésen lépett pályára. Első gólját 2018. január 20-án, az Aston Villa ellen 3–1-re elvesztett találkozón szerezte meg.
2020. február 17-én 3½ éves szerződést kötött a svájci Sion együttesével. 2020. június 20-án, a St. Gallen ellen 2–1-es vereséggel zárult bajnoki 71. percében, Quentin Maceirast váltva debütált. 2021. április 25-én, a Young Boys ellen idegenben 2–1-re elvesztett mérkőzésen megszerezte első gólját a klub színeiben.

### A válogatottban
Cavaré két mérkőzés erejéig tagja volt a francia U20-as válogatottnak.
2018-ban debütált a guadeloupe-i válogatottban. Először 2018. június 8-án, Francia Guyana ellen 2–0-ra megnyert barátságos mérkőzésen lépett pályára.

## Statisztika
2022. október 2. szerint.
| Klub     | Szezon   | Bajnokság          | Bajnokság | Bajnokság | Kupa  | Kupa  | Nemzetközi | Nemzetközi | Összesen | Összesen |
| Klub     | Szezon   | Bajnokság          | Mérk.     | Gólok     | Mérk. | Gólok | Mérk.      | Gólok      | Mérk.    | Gólok    |
| -------- | -------- | ------------------ | --------- | --------- | ----- | ----- | ---------- | ---------- | -------- | -------- |
| Lens     | 2013–14  | Ligue 2            | 1         | 0         | 0     | 0     | 0          | 0          | 1        | 0        |
| Lens     | 2014–15  | Ligue 1            | 20        | 0         | 2     | 0     | 0          | 0          | 22       | 0        |
| Lens     | Összesen | Összesen           | 21        | 0         | 2     | 0     | 0          | 0          | 23       | 0        |
| Rennes   | 2016–17  | Ligue 1            | 2         | 0         | 3     | 0     | 0          | 0          | 5        | 0        |
| Barnsley | 2017–18  | Championship       | 9         | 1         | 1     | 0     | 0          | 0          | 10       | 1        |
| Barnsley | 2018–19  | League One         | 41        | 2         | 3     | 0     | 0          | 0          | 44       | 2        |
| Barnsley | 2019–20  | Championship       | 11        | 0         | 0     | 0     | 0          | 0          | 11       | 0        |
| Barnsley | Összesen | Összesen           | 61        | 3         | 4     | 0     | 0          | 0          | 65       | 3        |
| Sion     | 2019–20  | Swiss Super League | 3         | 0         | 0     | 0     | 0          | 0          | 3        | 0        |
| Sion     | 2020–21  | Swiss Super League | 9         | 1         | 0     | 0     | 0          | 0          | 9        | 1        |
| Sion     | 2021–22  | Swiss Super League | 31        | 5         | 1     | 0     | 0          | 0          | 32       | 5        |
| Sion     | 2022–23  | Swiss Super League | 9         | 1         | 1     | 0     | 0          | 0          | 10       | 1        |
| Sion     | Összesen | Összesen           | 52        | 7         | 2     | 0     | 0          | 0          | 54       | 7        |
| Összesen | Összesen | Összesen           | 136       | 10        | 11    | 0     | 0          | 0          | 147      | 10       |

### A válogatottban
| Válogatott | Év       | Pályára lépés | Gól |
| ---------- | -------- | ------------- | --- |
| Guadeloupe | 2018     | 1             | 0   |
| Guadeloupe | 2021     | 3             | 0   |
| Guadeloupe | 2022     | 2             | 0   |
| Összesen   | Összesen | 6             | 0   |

## Sikerei, díjai
Lens
- Ligue 2
  - Feljutó (1): 2013–14

Barnsley
- League One
  - Feljutó (1): 2018–19